# Dysphania albimacula
Dysphania albimacula är en fjärilsart som beskrevs av Thierry-mieg 1905. Dysphania albimacula ingår i släktet Dysphania och familjen mätare. Inga underarter finns listade i Catalogue of Life.